# Eunicella granulata
Eunicella granulata är en korallart som beskrevs av Manfred Grasshoff 1992. Eunicella granulata ingår i släktet Eunicella och familjen Gorgoniidae. Inga underarter finns listade i Catalogue of Life.